# Pycnonotus leucogrammicus
El bulbul rayado (Pycnonotus leucogrammicus) es una especie de ave paseriforme de la familia Pycnonotidae endémica de las montañas de Sumatra (Indonesia). Su hábitat natural son los bosques húmedos tropicales de montaña.
Anteriormente se clasificaba en el género Ixos. 